# Grbavci
Grbavci är en ort i Montenegro. Den ligger i den södra delen av landet, 10 km sydväst om huvudstaden Podgorica. Grbavci ligger 17 meter över havet och antalet invånare är 465.
Terrängen runt Grbavci är kuperad åt nordväst, men åt sydost är den platt. Runt Grbavci är det ganska glesbefolkat, med 48 invånare per kvadratkilometer. Närmaste större samhälle är Podgorica, 10,2 km nordost om Grbavci. Trakten runt Grbavci består till största delen av jordbruksmark.